# Катаїб Хезболла
Катаїб Хезболла (араб. اكتائب حزب الله) — шиїтське воєнізоване угруповання, що діє на території Іраку та Сирії. Є частиною Сил народної мобілізації — проіранських формувань шиїтів в Іраку. Брала активну участь у боях проти Міжнародної коаліції на чолі з США під час Іракської війни. Група також однією з перших стала викладати свої атаки та їхній відеозапис в Інтернет.
Угруповання також бере активну участь у громадянській війні в Сирії, де бореться з повстанцями на боці режиму Башара Асада.
За даними американських спостерігачів, угруповання отримує фінансування від Ірану, і конкретно, від спецпідрозділу КВІР Ірану Кудс, яке також і тренує її членів.
21 квітня 2024 року «Катаїб Хезболла» оголосила про поновлення атак проти баз США на Близькому Сході.